# Smeleroest
De smeleroest (Uromyces airae-flexuosae) is een roestschimmel die behoort tot de familie Pucciniaceae. Deze biotrofe parasiet en leeft op bladeren van de bochtige smele (Deschampsia flexuosa) en moerassmele (Deschampsia setacea). Het vormt geen spermogonia of aecia.

## Kenmerken
Uredinia
Uredinia bevinden zich meestal aan de bovenkant van het blad. Ze zijn oranjegeel, op fel verkleurde plekken. De urediniosporen zijn fijn-stekeling met 6 tot 8 verspreide, duidelijk zichtbare poren. De sporenmaat is 20-27 × 18-25 µm. De sporenwand is 3 µm.
Telia
Telia zijn zelden aanwezig. Ze komen voor aan beide kanten van het blad van met name verwelkende bladeren. Ze zijn donkerbruin van kleur. De teliosporen zijn eencellig, geelbruin en glad. Ze staan op een niet-afvallende steel van gelijke lengte als de spore. De sporenmaat is 26-37 × 16-24 µm.

## Verspreiding
Het verspreidingsgebied van de smeleroest strekt zich uit van West-Rusland tot de Britse eilanden. In Nederland komt hij uiterst zeldzaam voor.